# ستاره بیت‌اللحم (فیلم)
ستاره بیت‌اللحم (انگلیسی: The Star of Bethlehem) فیلمی است که در سال ۱۹۱۲ منتشر شد. از بازیگران آن می‌توان به فلورنس لابادی، جیمز کروز، ویلیام راسل، هری بنهام و دیوید اچ. تامپسون اشاره کرد.